# Eleccions regionals de Sicília de 1963
Les eleccions regionals per a renovar l'Assemblea Regional de Sicília se celebraren el 9 de juny de 1963. La participació fou del 81,4%.
| ← Eleccions regionals de Sicília, 1963 →     |           |        |        |
| Partits                                      | vots      | %      | escons |
| Democràcia Cristiana Italiana                | 979.439   | 42,1%  | 37     |
| Partit Comunista Italià (PCI)                | 561.795   | 24,1%  | 22     |
| Partit Socialista Italià (PSI)               | 231.038   | 9,9%   | 11     |
| Partit Liberal Italià (PLI)                  | 181.469   | 7,8%   | 6      |
| Moviment Social Italià (MSI)                 | 168.850   | 7,2%   | 7      |
| Partit Socialista Democràtic Italià (PSDI)   | 90.845    | 3,9%   | 3      |
| Partit Republicà Italià (PRI)                | 35.274    | 1,5%   | 2      |
| Partit Democràtic Italià d'Unitat Monàrquica | 32.731    | 1,4%   | 2      |
| Unió Siciliana Cristiana Social              | 17.569    | 0,8%   | -      |
| Moviment Independentista Sicilià (MIS)       | 2.394     | 0,1%   | -      |
| altres                                       | 27.696    | 1,2%   | -      |
| Total                                        | 2.329.100 | 100,00 | 90     |

Fonts: Ministeri del l'Interior, ISTAT i Assemblea Regional Siciliana